# Romerska kejsare i marmor
Romerska kejsare i marmor är en samling kulturhistoriska essäer av Viktor Rydberg. De skrevs mellan 1874 och 1876 och publicerades första gången i Svensk tidskrift 1875 och 1876. I bokform gavs de ut första gången 1877, som en del av boken Romerska dagar.
Upprinnelsen till boken var en längre vistelse i Rom under 1874. Rydberg själv beskrev sina avsikter: "Utgångspunkten för skildringarna är naturligtvis imperatorernas stoder och bröstbilder, deras yttre människor, sådana konsten återgivit dem, och jag sysslar med deras inre människor, tecknade rätt eller galet av hävdatecknarna, endast så vitt som dessa jaka eller neka deras yttre."
Uppsatserna blev en enorm framgång och inledningen till Rydbergs stora erkännande som författare och kulturperson.[källa behövs]
Boken finns sedan 2011 i en nyutgåva.